# The Chainsmokers
The Chainsmokers са американска дуо DJ/продуцентска група състояща се от Андрю Тагърт и Алекс Пол. EDM-поп дуото успява да пробие с песента #SELFIE през 2014 г., което е в топ 20 в няколко държави. Дебютният им ЕП Bouquet е издаден през октомври 2015 г. и включва песента Roses, която достига топ 10 в Билборд Хот 100. Don't Let me Down е тяхната първа песен достигнала топ 5 и спечелила „Награда „Грами“ за най-добър танцов запис“ на 59-те церемонии по връчване на наградите „Грами“. Песента „Closer“ е първата им песен достигнала първо място в класациите. Вторият EP на дуото Collage е пуснато през ноември 2016 г. последвано от издаването на техния дебютен студиен албум Memories ... Do not Open през април 2017 г.

## История

### 2012: Началото
The Chainsmokers са формирани първоначално от Пол и бившия DJ на групата Rhett BIXLER. The Chainsmokers са създадени като дуо DJ-EDM група през 2012 г. с мениджър Адам Алпер в Ню Йорк. Пол, който отраснал с диджейство се запознал с Андрю Тагърт посредством Алпер и двамата работели заедно в една арт галерия в Челси, Манхатан. Пол следвал в Нюйоркския университет – история на изкуството и музикален бизнес. Тагърт бил в Syracuse University и стажувал в „Интерскоуп Рекърдс“ преди двамата да се срещнат. Тагърт се заинтересувал от диджейството и даже пуснал няколко оригинални парчета в SoundCloud. Тагърт разбрал от работниците на Алпер, че дуото, което било под негово ръководство, се нуждае от човек, след като Бикслер напуснал, което накарало Тагърт да напусне Мейн и да отиде в Ню Йорк. Те започнали като правели ремикси на някои инди групи. През 2012 г., работели заедно с индийска актриса и Приянка Чопра върху сингъла „Erase“ който бил последван от „the Rookie“ през 2013.

### 2013 – 2014: Първо изпълнение на живо и пробив
Първото представление на дуото било откриването на концерта на „Timeflies“ в Терминал 5 (клуб в Ню Йорк) през септември 2014 г. Дуото постигна успех благодарение на песента „#SELFIE“, тъй като сингъла е в няколко международни музикални класации. Алекс Пол описва песента като „променяща живота“, защото е донесла огромен успех на дуото. На 5 август 2014 г. Chainsmokers пуснаха песента „Kanye“ в дует с SirenXX. Седем месеца по-късно издадоха „Let You Go“, с участието на американската синтезаторна група „Great Good Fine Ok“. През април 2015 г. подписват с Disruptor Records, съвместна компания с Sony Music Entertainment.

### 2015 – 2016:BouquetиCollage
The Chainsmokers пуснаха своето първо EP озаглавено „Bouquet“ включващо песните „New York City“, „Until You Were Gone“, „Waterbed“, „Good Intentions“, и „Roses“. Следващият им сингъл „Don't let me down“ е издаден на 5 февруари 2016 г. с участието на певицата Дая. Два месеца по-късно издават сингъла „Inside Out“, с участието на шведската певица Шарли.
На 19 март 2015 г. групата взима участие на „Ultra Music Festival“, където те публично обиждат кандидат-президента Доналд Тръмп. През 29 юли 2016 г., излиза песента „Closer“, която е в дует с Холзи. Песента стига на първо място във всички музикални класации в САЩ, Великобритания и други 11 държави. Сингъла също е представен на „2016 MTV VMAs“. Изпълнението е прието главно с негативни реакции. „The New York Times“, „Rolling Stone“ и „Us Weekly“ бяха оценени като най-лошото изпълнение за нощта. Самият Тагърт в интервю с „Билборд“ заяви, че са „звучали като лайна“. „All We Know“ с участието на Фийби Райън е пусната на 29 септември 2016 г. През октомври 2016 г., The Chainsmokers заеха 18-о място в класацията на „Top 100 DJ“, докато през 2014 г. бяха на 97 място. На 4 ноември 2016 г. пусната своето второ EP озаглавено „Collage“.

### 2017–сега:Memories...Do Not Openи XS Las Vegas
Дуото издадоха песента „Paris“ като следващ международен сингъл през 13 януари 2017 г. 17 дни след пускането на песента, вече получава златен сертификат в САЩ и Канада, както и над 270 милиона излъчвания само в Spotify за март 2017 г. В същия ден, въпреки предишните си представления дуото обяви, че работи по дебютният си студиен албум, който ще бъде пуснат през април на 2017. Турнето на „Memories...Do Not Open“ е обявено в същия ден, като в началото на април имаше 40 северноамерикански града, заедно с подкрепата на Кияра и Емили Уорън. В инстаграм обявиха, че ще вземат фена „Тони Ан“, който е студент в „Музикален колеж Бъркли“, на тяхното турне, защото са били очаровани от неговия кавър на песента им „Paris“. Официалният клип към песента им „Paris“ има над 302 милиона гледания от цял свят. Видеото е режисирано от Mister Whitmore с участието на английската манекенка Марта Хънт.
На 3 януари 2017 г. обявиха, че са сключели тригодишен договор с Wynn Nightlife. Съгласно споразумението те ще изпълняват концерти само в нощните клубове „XS Las Vegas“ и „Encore Beach Club“ до 2019 година. Пол описва сделката като „най-доброто което Вегас предлага“, заявявайки, че те са „развълнувани“ от споразумението.
През 4 февруари 2017 г., дуото обяви в интервю на червения килим на „Наградите Грами“, че техният дебютен студиен албум ще бъде озаглавен „Memories...Do Not Open“ и че премиерата ще бъде на 7 април 2017 г. През февруари също така е издадена песента „Something Just Like This“ в дует с Колдплей. Лирическото видео на песента счупи рекорда за „най-гледано лирическо видео“ с цели 9 милиона гледания за 1 ден. След пускането си, албума дебютира на номер едно в „Билборд 200“ с 221 000 екземпляра, от които 166 000 са чисти продажби. През август 2017 г., албума получи платинен сертификат.
The Chainsmokers са отбелязани като трети в листата на Форбс – „Най-високоплатени DJ в света за 2017“ с приходи от 38 милиона щатски долара.
На 17 януари 2018 г. издадоха първият си сингъл от издаването на студийния им албум озаглавен „Sick Boy“.
На 15 февруари 2018 г. излиза тяхната втора песен за годината „You Owe Me“.

## Членове

### Алекс Пол
Александър „Алекс“ Пол е роден на 16 май 1985 г. и отгледан в окръг Уестчестър, Ню Йорк. Майка му е домакиня, а баща му е търговец на изкуство.

### Андрю Тагърт
Андрю „Дрю“ Тагърт е роден на 31 декември 1989 г., израснал в щата Мейн, Фрийпорт. Майка му е учител а баща му продава протези. Той е проявил интерес към EDM музиката на 15-годишна възраст, докато е в Аржентина, където е запознат с музиката на Давид Гета, Дафт Пънк и Trentemøller.

## Дискография
Студийни албуми
- Memories...Do Not Open (2017)

## Турнета
- Memories... Do Not Open Tour (2017)